# Gnophos ambiguata
Gnophos ambiguata là một loài bướm đêm trong họ Geometridae.